# Helene Hanff
Helene Hanff (* 15. April 1916 in Philadelphia, Pennsylvania; † 9. April 1997 in New York) war eine amerikanische Schriftstellerin und Drehbuchautorin.

## Leben
Helene Hanff arbeitete nach einem abgebrochenen Englischstudium zunächst als Schreibkraft, später als Lektorin und Drehbuchautorin für Fernsehserien und das Theater. Bekannt wurde sie durch ihren 1970 in England und den USA veröffentlichten Bestseller 84, Charing Cross Road. Darin dokumentiert sie ihren Briefwechsel mit dem Londoner Antiquariatsbuchhändler Frank Doel von 1949 bis 1969. Die zunächst rein geschäftliche Korrespondenz entwickelte sich zunehmend zu einer Brieffreundschaft, die bis zu Doels Tod 1968 Bestand hatte, obwohl sie sich nie persönlich trafen. Mehrere Einladungen nach London scheiterten entweder an den finanziellen Mitteln oder an Krankheiten Hanffs. 1986 wurde die Geschichte von Hanff und Doel unter dem Titel Zwischen den Zeilen mit Anne Bancroft und Anthony Hopkins in den Hauptrollen verfilmt. Obwohl das Buch in England und USA großen Erfolg hatte, wurde es erst 2002 in Deutschland veröffentlicht, wo es insgesamt in fünf Wochen hintere Ränge in den Bestsellerlisten einnahm.
Anlässlich der Buchveröffentlichung in England lud ihr Londoner Verleger sie 1971 zu einer Lesereise ein. So kam es zu der Reise, von der sie nach eigenem Bekunden schon lange träumte. Ihre Erlebnisse ihres sechswöchigen Aufenthalts schildert sie in Tagebuchform in Die Herzogin der Bloomsbury Street.
Da ihre Schilderungen ihres Lebens beim Publikum beliebt waren, schrieb sie von 1978 bis 1984 monatlich einen fünfminütigen Beitrag für die BBC über das Leben in New York. Diese erschienen als Sammlung unter dem Titel Briefe aus New York.
Helene Hanff starb 1997 in New York.

## Werke
Einzelausgaben
- 84, Charing Cross Road. Eine Freundschaft in Briefen („84, Charing Cross Road“). Goldmann, München 2004, ISBN 3-442-73129-1.
- Die Herzogin der Bloomsbury Street. Eine Amerikanerin in London („The Duchess of Bloomsbury Street“). Goldmann, München 2005, ISBN 3-442-73212-3.
- Briefe aus New York („Letter from New York“). Hoffmann und Campe, Hamburg 2004, ISBN 3-455-02653-2.

Werkausgabe
- The Helene Hanff Omnibus. Warner Books, London 1993, ISBN 0-7515-0776-8 (Inhalt: „Underfoot in show business“, „84, Charing Cross Road“, „The duchess of Bloomsbury Street“, „Apple of my eye“ und „Q's legacy“).